# Clan écossais

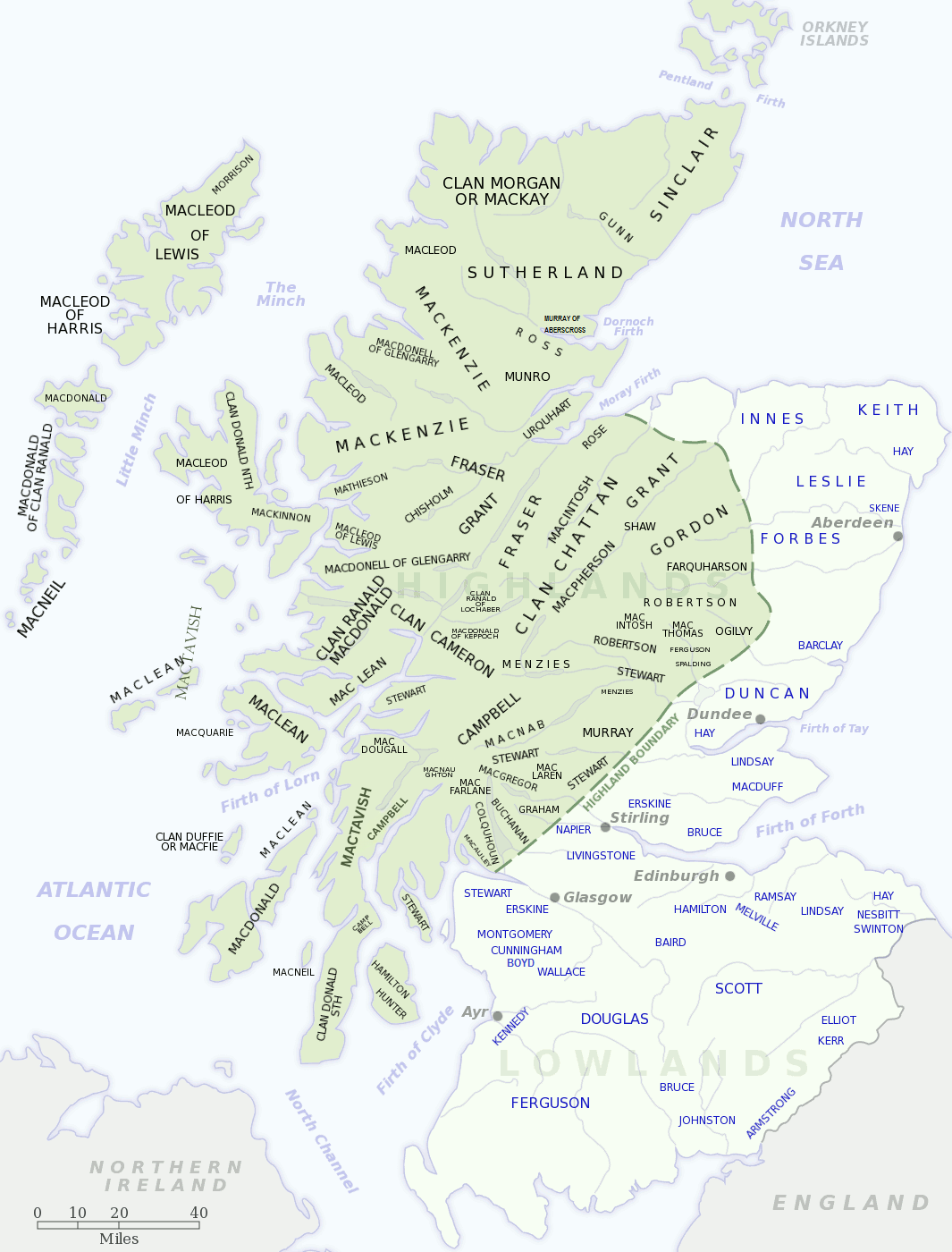
Carte des clans écossais

La société traditionnelle écossaise fonctionne sur le mode du clan. L'appartenance à un clan se signale par le nom patronymique et les couleurs particulières du tartan, c'est-à-dire le motif qui se retrouve sur le kilt. Cependant, cette méthode d'identification est relativement récente et remonterait au XVIIIe siècle.
Avant cette période, les tartans étaient le plus souvent fabriqués avec la teinture issue de plantes poussant localement ; plusieurs membres de clans différents pouvaient très bien porter des tartans similaires.
L'appartenance à un clan spécifique était alors démontrée par le port d'un brin de végétal qui était la plante fétiche du clan et était accroché au couvre-chef : le tam o' shanter (béret) ou le glengarry (calot). Il existe également un autre moyen d'identification : un insigne (crest badge) portant les armoiries du clan, accroché également au couvre-chef.

## Origine
Le terme clan est directement issu du mot gaélique écossais « clann », qui désigne les enfants, au sens de jeune membre de la famille, les enfants en général étant désignés du mot « leanabh ». Chaque clan est ainsi en théorie le regroupement des membres d'une vaste famille, descendant tous d'un ancêtre commun, et reconnaissant l'autorité patriarcale du chef du clan. À l'intérieur de celui-ci, les septs sont des branches de la famille principale ; ils disposent généralement de leur propre tartan. Samuel Johnson décrit ainsi la genèse des clans écossais :
« Les habitants des montagnes forment des races distinctes, et prennent garde à préserver leurs généalogies. Les hommes d'un district isolé mêlent nécessairement leur sang en se mariant entre eux, et forment enfin une seule famille, avec un intérêt commun dans l'honneur et la disgrâce de chacun de ses individus. Ainsi commence cette union d'affections, et cette coopération d'efforts, qui constitue un clan. Ceux qui se considèrent anoblis par leur famille, vont tenir leurs ancêtres en haute estime, et ceux qui des générations durant ont vécu ensemble au même endroit, vont perpétuer les histoires locales et les préjugés héréditaires. Ainsi, chaque habitant des Highlands peut parler de ses ancêtres, et dénombrer les outrages que leur ont infligé les mauvais voisins de la vallée d'à côté. »
— Samuel Johnson, A Journey to the Western Islands of Scotland (1775)

## Évolution et fonctionnement

### Rôle du chef
L'autorité du chef est absolue et il décide l'avenir du clan, de ses alliances et de ses guerres. Jusqu'à la bataille de Culloden (1746), le clan a constitué la structure fondamentale de la société écossaise. La cohérence de ce modèle faisait passer l'intérêt collectif que représentait le clan avant l'individualité de ses membres. Ainsi, lorsque l'un d'entre eux, accusé de vol, échappait à la justice, un autre homme du même clan pouvait être jugé à sa place.
Avec le délitement de la société traditionnelle et l'interdiction du 1er août 1747 de porter le kilt, le chef du clan devient laird, propriétaire terrien, secondé par le tacksman dans l'administration de ses domaines. Ce dernier est souvent un parent proche du laird, auquel il paye une rente pour les terres qui lui sont allouées. Sa charge est semi-héréditaire, au sens que si une même famille occupe la terre durant plusieurs générations, elle la quitte à la fin du bail et perd ainsi son statut dans le clan. Toutefois, certaines familles de tacksmen ont conservé indéfiniment leur statut ; il s'agit dans ce cas des familles situées à la tête du sept d'un clan.

### Composition des noms
Le préfixe Mac au début de la plupart des noms propres veut dire « fils » en gaélique écossais ; ainsi, Andrew MacDonald est parmi les « fils de Donald ».
En gaélique, lorsqu'il s'agit d'une femme, Mac est remplacé par Nic, qui est la contraction de terme nighean mhic, qui veut dire « fille du fils ». Ainsi, en gaélique, NicDhòmhnaill, veut dire en réalité « fille de MacDonald » (ou « fille du fils Donald ») plutôt que « fille de Donald ».
Par ailleurs, si tous les membres du clan portent le même nom de famille, qui est celui du clan, traditionnellement, seul le chef se réclame de ce nom. Ainsi, le chef du clan MacFarlane sera appelé « MacFarlane », sans référence à son prénom, et sans utiliser la formule de politesse « monsieur » ; les hommes de qualité du clan seront appelés par leur nom complet, selon les conventions habituelles. En revanche, les membres mineurs seront appelés par leur seul prénom, auquel sera accolé leur lieu de résidence, par exemple « Iain de Tallisker ».

## Symboles
Chaque clan possède un ensemble de symboles distinctifs :
- le tartan, dont le motif varie selon le clan et le sept,
- l’arbre auquel il est associé, dont un rameau est traditionnellement épinglé sur le bonnet, le Tam o'shanter ;
- le crest qui est la broche qui retient le rameau et qui porte le symbole du clan ;
- la devise[10].

## Liste des clans
| Couleur | Légende                            |
| ------- | ---------------------------------- |
|         | Clans des Highlands                |
|         | Clans des Lowlands                 |
|         | Clans des Borders                  |
|         | Clans irlandais avec ramifications |

| Clan                     | Crest | Chef | Devise                                        | Région               | Tartan                          |
| ------------------------ | ----- | --- | --------------------------------------------- | -------------------- | ------------------------------- |
| Abercrombie              |       | Baron Abercromby of Aboukir | Vive ut vivas                                 | Lowlands             |                                 |
| Abernethy                |       | Abernethy of Abrenethy | Salus Per Christum                            | Lowlands             |                                 |
| Adair                    |       | aucun | Loyal au mort                                 | Lowlands             |                                 |
| Adam                     |       | aucun | Crux Mihi Grata Quies                         | Lowlands             |                                 |
| Agnew                    |       | Crispin Agnew of Lochnaw, 11e barronet                                                                                               | Consilo non impetu                            | Lowlands             |                                 |
| Aikenhead                |       | aucun | Rupto Rore Nati                               | Lowlands             |                                 |
| Ainslie                  |       | aucun | Gude in Need                                  | Lowlands             |                                 |
| Aiton                    |       | aucun | Decerptae Dabunt Odorum                       | Lowlands             |                                 |
| Allardice                |       | Richard Christopher Barclay Allardice of Allardice                                                                                   | In The Defence Of The Distressed              | Lowlands             |                                 |
| Anderson                 |       | Anderson of that Ilk | Stand sure!                                   | Lowlands             |                                 |
| Anstruther               |       | Ian Anstruther of that Ilk, 8. i 13e baronnet                                                                                        | Periissem ni periissem                        | Lowlands             |                                 |
| Arbuthnott               |       | John Campbell Arbuthnott, 16e viscomte Arbuthnott                                                                                    | Laus Deo                                      | Lowlands             |                                 |
| Arnott                   |       | aucun | Speratum Et Completum                         | Lowlands             |                                 |
| Armstrong                |       | Armstrong of Mangerton | Invictus Maneo                                | Borders              |                                 |
| Auchinleck               |       | aucun | Pretiosum Quod Utile                          | Lowlands             |                                 |
| Baillie                  |       | | Quid clarius astris                           | Lowlands             |                                 |
| Balfour                  |       | Balfour of Balfour | Forward                                       | Lowlands             |                                 |
| Bannerman                |       | David Gordon Bannerman of Elsick, 15e baronnet                                                                                       | Pro Patria                                    | Lowlands             |                                 |
| Barclay                  |       | Peter Barclay of Towie Barclay and of that Ilk                                                                                       | Aut agere aut mori                            | Lowlands             | myśliwski tartan Clanu          |
| Borthwick                |       | John Hugh Borthwick of that Ilk, 24. Lord Borthwick                                                                                  | Qui conducit                                  | Lowlands             |                                 |
| Boyd                     |       | Alastair Ivor Gilbert Boyd, 7. Baron Kilmarnock                                                                                      | Confido                                       | Lowlands             |                                 |
| Boyle                    |       | Patrick Robin Archibald Boyle, 10. Earl Glasgow                                                                                      | Dominus providebit                            | Lowlands             |                                 |
| Brodie                   |       | Alexander Brodie of Brodie | Unite                                         | Lowlands             |                                 |
| Broun                    |       | Sir William Broun of Coultson, Bt.                                                                                                   | Floreat majestas                              | Lowlands             |                                 |
| Bruce                    |       | Andrew Douglas Alexander Thomas Bruce, 11. Earl Elgin                                                                                | Fuimus                                        | Lowlands             |                                 |
| Buchan (en)              |       | David Buchan of Auchmacoy | Non inferiora secutus                         | Lowlands             |                                 |
| Buchanan                 |       | Buchanan of Buchanan |                                               | Highlands            |                                 |
| Burnett                  |       | James Burnett of the Leys | Virescit vulnere virtus                       | Lowlands             |                                 |
| Cameron                  |       | Baron Donald Andrew Cameron of Lochiel                                                                                               | Aonaibh ri cheile'                            | Highlands            |                                 |
| Campbell                 |       | Torquhil Ian Campbell, 13. Duke Argyll                                                                                               | Ne obliviscaris                               | Highlands            |                                 |
| Carmichael               |       | Richard Carmichael of Carmichael | Tout jour prest                               | Lowlands             |                                 |
| Carnegie                 |       | James George Alexander Bannerman Carnegie, 3rd Duke Fife                                                                             | Dred God                                      | Lowlands             |                                 |
| Carruthers               |       | Dr Simon Peter Carruthers of Holmains                                                                                                | Promptus et Fidelis                           | Scottish Borders     |                                 |
| Cathcart                 |       | Charles Alan Andrew Cathcart, 7. Earl Cathcart                                                                                       | I hope to speed                               | Lowlands             |                                 |
| Charteris                |       | Francis David Charteris, 12. Earl Wemyss i 8. Earl March                                                                             | This is our charter                           | Lowlands             |                                 |
| Chattan                  |       | Malcolm K. MacKintosh of Clan Chattan                                                                                                | Touch not the catt but [without] a glove      | Highlands            |                                 |
| Chisholm                 |       | Hamish Chisholm of Chisholm | Feros ferio                                   | Lowlands             |                                 |
| Cochrane                 |       | Iain Alexander Douglas Blair Cochrane, 15. Earl Dundonald                                                                            | Virtute et labore                             | Lowlands             |                                 |
| Colquhoun                |       | Ivor Colquhoun of Luss, 8. Bt. | Si je puis                                    | Highlands            |                                 |
| Colville                 |       | John Mark Alexander Colville, 4. Viscount Colville of Culross                                                                        | Oublier ne puis                               | Lowlands             |                                 |
| Craunston                |       | David Cranston of that Ilk and Corehouse                                                                                             | Thou shalt want ere I want'                   | Lowlands             |                                 |
| Crichton                 |       | David Maitland Makgill Crichton of that Ilk                                                                                          | God send grace                                | Lowlands             |                                 |
| Cumming/Comyn            |       | Sir Alexander Gordon Cumming of Altyre, 7. Bt.                                                                                       | Courage                                       | Lowlands             |                                 |
| Darroch                  |       | Duncan Darroch of Gourock | Be watchfull                                  | Lowlands             |                                 |
| Davidson                 |       | [Alister Davidson of Davidston | Sapienter si sincere                          | Highlands            |                                 |
| Dewar                    |       | Michael Kenneth Dewar of that Ilk and Vogrie                                                                                         | Quid non pro patria                           | Lowlands             |                                 |
| Douglas                  |       | vacat | Jamais arriere                                | Borders & Lowlands   |                                 |
| Drummond                 |       | John Eric Drummond, 18. Earl Perth                                                                                                   | Virtutem coronat honos                        | Highlands            |                                 |
| Dunbar                   |       | Sir James Dunbar of Mochrum, 14. Bt.                                                                                                 | In promptu                                    | Lowlands             |                                 |
| Dundas                   |       | Dundas of Dundas | Essayez                                       | Lowlands             |                                 |
| Durie                    |       | Andrew Durie of Durie | Confido                                       | Lowlands             |                                 |
| Eliott                   |       | Margaret Eliott of Redheugh | Fortiter et recte, Soyez sage                 | Borders & Lowlands   |                                 |
| Elphistone               |       | The Rt. Hon. Lord Elphinstone | Cause causit                                  | Lowlands             |                                 |
| Erskine (en)             |       | James Thorne Erskine, 14. Earl Mar i 16. Earl Kellie                                                                                 | Je pense plus                                 | Lowlands             |                                 |
| Farquharson              |       | Alwyne Farquharson of Invercauld | Fide et fortitudine                           | Highlands            |                                 |
| Fergusson                |       | Sir Charles Fergusson of Kilkerran, 9. Bt.                                                                                           | Dulcius ex asperis                            | Lowlands             |                                 |
| Forbes                   |       | Nigel Ivan Forbes, 23i Lord Forbes                                                                                                   | Grace me guide                                | Lowlands             |                                 |
| Forrester                |       | Ben Forrester | Blaw, Hunter, Blaw Thy Horn                   | Lowlands             |                                 |
| Forsyth                  |       | Alister Forsyth of that Ilk | Instaurator ruinae                            | Lowlands             |                                 |
| Fraser                   |       | Flora Marjory Fraser, Lady Saltoun of Abernethy                                                                                      | All hope is my God                            | Highlands & Middland |                                 |
| Fraser of Lovat          |       | Simon Fraser, 18. Lord Lovat | Je suis prest                                 | Highlands & Middland |                                 |
| Gayre                    |       | [Reinold Gayre of Gayre and Nigg | Super astra spero                             | Highlands            |                                 |
| Gordon                   |       | Granville Charles Gomer Gordon, 13. Marquess Huntly                                                                                  | Bydant                                        | Highlands & Middland |                                 |
| Graham                   |       | James Graham, 8. Duke Montrose | Ne oublie                                     | Lowlands             |                                 |
| Grant                    |       | James Patrick Trevor Grant of Grant, 6. Baron Strathspey                                                                             | Stand fast                                    | Highlands            |                                 |
| Grierson                 |       | Sir Michael Grierson of Lag, 12. Bt.                                                                                                 | Hoc securior                                  | Lowlands             |                                 |
| Gunn                     |       | Iain Alexander Gunn of Banniskirk | Aut pax aut bellum                            | Highlands            |                                 |
| Guthrie                  |       | Alexander Guthrie of Guthrie | Sto pro veritate                              | Lowlands             |                                 |
| Haig                     |       | George Alexander Eugene Douglas Haig, 2i Earl Haig                                                                                   | Tyde what may                                 | Lowlands             |                                 |
| Haldane                  |       | Martin Haldane of Gleneagles | Suffer                                        | Lowlands             |                                 |
| Hamilton                 |       | Angus Douglas Hamilton, 15. Duke of Hamilton                                                                                         | Through                                       | Lowlands & Highlands |                                 |
| Hannay (en)              |       | David Hannay of Kirkdale and of that Ilk                                                                                             | Per ardua ad alta                             | Lowlands             |                                 |
| Hay                      |       | Merlin Sereld Victor Gilbert Moncreiffe, 24. Earl Erroll                                                                             | Serva jugum                                   | Lowlands             | align=center                    |
| Henderson                |       | Alistair D. Henderson of Fordell | Sola virtus nobilitat                         | Lowlands             |                                 |
| Home                     |       | David Douglas-Home, 15. Earl Home | Nulli Secundus                                | Lowlands             |                                 |
| Hope                     |       | Sir John Hope of Craighall, Bt. | At spes infracta                              | Lowlands             |                                 |
| Houston                  |       | Sans Chef | In Time                                       | Lowlands             | Tartan du Clan écossais Houston |
| Hunter                   |       | Pauline Hunter of Hunterston | Cursum perficio                               | Lowlands & Highlands |                                 |
| Innes                    |       | Ines of That Ilk | Be traist                                     | Highlands            |                                 |
| Irvine of Drum           |       | David Charles Irvine of Drum | Sub sole sub umbra virens                     | Lowlands             |                                 |
| Jardine                  |       | Sir Alexander Jardine of Applegarth, 12. Bt.                                                                                         | Cave adsum                                    | Lowlands             |                                 |
| Johnstone                |       | Patrick Andrew Wentworth Johnstone of Annandale and of that Ilk, 11. Earl Annandale Hartfell                                         | Nunquam non paratus                           | Lowlands & Borders   |                                 |
| Keith                    |       | James William Falconer Keith, 14. Earl Kintore                                                                                       | Veritas vincit                                | Lowlands             |                                 |
| Kennedy                  |       | Archibald Angus Charles Kennedy, 8. Marquess Ailsa                                                                                   | Avise la fin                                  | Lowlands & Irlande   |                                 |
| Kerr                     |       | Michael Andrew Foster Jude Kerr, 13. Marquess Lothian                                                                                | Sero et serio                                 | Lowlands & Borders   |                                 |
| Kinkaid                  |       | Arabella Kincaid of Kincaid | This I'll defend                              | Highlands            |                                 |
| Kirkpatrick              |       | sans chef | I make sure                                   | Lowlands             |                                 |
| Lamont                   |       | Peter N. Lamont of that Ilk | Ne parcas nec spernas                         | Highlands            |                                 |
| Leask                    |       | Anne Leask of Leask. | Virtute cresco                                | Lowlands             |                                 |
| Lennox                   |       | Edward J. H. Lennox of that Ilk and Woodhead                                                                                         | I'll defend                                   | Lowlands             |                                 |
| Leslie                   |       | James Malcolm David Leslie, 22i Earl Rothes                                                                                          | Grp fast                                      | Lowlands             |                                 |
| Lindsay                  |       | Robert Alexander Lindsay, 29. Earl Crawford i 12. Earl of Balcarres                                                                  | Endure fort                                   | Lowlands             |                                 |
| Livingstone              |       | Earl of Linlithgow | Si ne puis                                    | Lowlands             |                                 |
| Lokhart                  |       | Angus H. Lockhart of the Lee | Corda serrata pando'                          | Lowlands             |                                 |
| Logan                    |       | Logan of that Ilk | Hoc majorum virtus                            | Lowlands             |                                 |
| Lumsden                  |       | Patrick Gillem Lumsden of that Ilk and Blanerne                                                                                      | Amor patitur moras                            | Lowlands             |                                 |
| Lyon                     |       | Michael Fergus Bowes-Lyon, 18. Earl Strathmore i Kinghorne                                                                           | In Te Domine Speravi                          | Lowlands             |                                 |
| MacAlister               |       | William St J. S. MacAlester of Loup & Kennox                                                                                         | Fortiter                                      | Highlands            |                                 |
| MacAlpine                |       | MacAlpine of MacAlpine | Cuinich bas Alpan!                            | Highlands            |                                 |
| MacArthur                |       | John Alexander MacArthur of that Ilk and Milton                                                                                      | Fide ot opera                                 | Highlands            |                                 |
| MacAulay (en)            |       | Georg Macaulay of That Ilk | Dulce perriculum                              | Highlands & Lowlands |                                 |
| MacBean, McBain          |       | James Hughston McBain of McBain | Touch not a catt bot a targe                  | Highlands            |                                 |
| MacDonald                |       | Godfrey James Macdonald of Macdonald, 8. Baron Macdonald of Slate                                                                    | Per mare per terras                           | Highlands & Irlande  |                                 |
| MacDonald of Clan Ranald |       | Ranald Alexander Macdonald of Clanranald, 24th Chief and Captain of Clanranald                                                       | My hope is constant in thee                   | Highlands            |                                 |
| MacDonald of Keppoch     |       | Ranald Macdonald of Keppoch | Air muir's air tir                            | Highlands            |                                 |
| MacDonald of Sleat       |       | Sir Ian Godfrey Bosville Macdonald of Sleat, 17th Baronet, Premier Baronet of Nova Scotia, 25th Chief of Macdonald of Sleat,         | Per mare per terras                           | Highlands            |                                 |
| MacDonell of Glengarry   |       | Euan Macdonell of Glengarry, 23rd Chief of Macdonell of Glengarry (13th titular Lord Macdonell).                                     | Creag an Fhitich                              | Highlands            |                                 |
| MacDougall               |       | Morag Morley MacDougall of MacDougall                                                                                                | Buaidh no bas                                 | Highlands            |                                 |
| MacDuff                  |       | Duff of Braco | Deus iuvat                                    | Highlands            |                                 |
| MacEwen (en)             |       | MacEwen of MacEwen | Reviresco                                     | Highlands            |                                 |
| MacFarlane               |       | MacFarlane of MacFarlane | This I'lle defend                             | Highlands            |                                 |
| MacGregor                |       | Sir Malcolm Gregor MacGregor of MacGregor, 7. Bart.                                                                                  | ’s rìoghail mo dhream !                       | Highlands            |                                 |
| MacIan of Ardnamurchan   |       | MacIan of Ardnamurchan | I hope I byde                                 | Highlands            |                                 |
| MacIntyre                |       | Donald R. MacIntyre of Glenoe | Per ardua                                     | Highlands            |                                 |
| MacKay (Morgan)          |       | Hugh William Mackay, 14. Lord Reay                                                                                                   | Manu forti                                    | Highlands            |                                 |
| MacKenzie                |       | John Ruaridh Grant MacKenzie, 5th Earl of Cromartie                                                                                  | Luceo non uro                                 | Highlands & Irlande  |                                 |
| MacKinnon                |       | Anne MacKinnon of MacKinnon | Audentes fortuna juvat                        | Highlands            |                                 |
| MacKintosh               |       | John Lachaln Mackintosh of Mackintosh                                                                                                | Touch not the cat bot a glove                 | Highlands            |                                 |
| Lachlan                  |       | Euan Maclachlan of Maclachlan | Fortis et fidus                               | Highlands            |                                 |
| MacLaine of Lochbuie     |       | Lorne MacLaine of Lochbuie | Vincere vel mori                              | Highlands            |                                 |
| MacLaren                 |       | Donald MacLaren of MacLaren and Achleskine                                                                                           | Creag an tuirc!                               | Highlands            |                                 |
| MacLean                  |       | Hon Sir Lachlan Maclean of Duart and Morvern, 12th Bt.                                                                               | Virtue mine honour                            | Highlands            |                                 |
| MacLellan                |       | Lord of Kikcudbright | Think on                                      | Highlands            |                                 |
| MacLennan                |       | Ruairidh MacLennan of MacLennan | Dum spiro spero                               | Highlands            |                                 |
| MacLeod                  |       | John MacLeod of Macleod | Hold fast!                                    | Highlands            |                                 |
| MacLeod of Lewis         |       | Torquil MacLeod of the Lewis | I birn quil I se                              | Highlands            |                                 |
| MacMillan                |       | George MacMillan of Macmillan and Knap                                                                                               | Miseris succurrere disco                      | Highlands            |                                 |
| MacNab (en)              |       | James Charles Macnab of Macnab | Timor omnis abesto                            | Highlands            |                                 |
| Macnaghten               |       | Sir Patrick Macnaghten of Macnaghten and Dundarave, 11th Bt.                                                                         | I hope in God                                 | Highlands            |                                 |
| MacNeacail               |       | John Macneacail of Macneacail and Scorrabreac                                                                                        | Sgorr-a-bhreac                                | Highlands            |                                 |
| MacNeil                  |       | Ian R. MacNeil of Barra | Buaidh na bas                                 | Highlands & Irlande  |                                 |
| Macpherson               |       | Sir William Macpherson of Cluny and Blairgowrie                                                                                      | Touch not a cat bot a glove                   | Highlands            |                                 |
| MacPhee                  |       | MacPhee of Colonsay | Pro Rege                                      | Highlands            |                                 |
| MacQuarrie (en)          |       | MacQuarrie of Ulva | An t'arm breac dear                           | Highlands            |                                 |
| MacQueen                 |       | MacQueen of McQueen | Constant and faithfull                        | Highlands            |                                 |
| MacTavish                |       | Steven Edward Dugald MacTavish of Dunardry                                                                                           | Non oblitus                                   | Highlands            |                                 |
| MacThomas                |       | Andrew P. C. MacThomas of Finegand                                                                                                   | Deo juvante invidiam superabo                 | Highlands            |                                 |
| Maitland                 |       | Patrick Francis Maitland, 17th Earl of Lauderdale                                                                                    | Consilo et animis                             | Lowlands             |                                 |
| Makgill                  |       | Ian Arthur Alexander Makgill, 14th Viscount of Oxfuird                                                                               | Sine fine                                     | Highlands            |                                 |
| Malcolm (MacCallum)      |       | Robin N. L. Malcolm of Poltalloch | In ardua petit                                | Highlands            |                                 |
| Mar (en)                 |       | Margaret of Mar, Countess of Mar, 30th in line                                                                                       | Pans plus                                     | Lowlands             |                                 |
| Marjoribanks             |       | Andrew George Marjoribanks of that Ilk                                                                                               | Et custos et pugnax                           | Lowlands             |                                 |
| Matheson (en)            |       | Fergus John Matheson of Matheson, 7th Bt.                                                                                            | Fac et spera                                  | Highlands            |                                 |
| Menzies                  |       | David R.S. Menzies of Menzies | Vill God I Zall                               | Highlands            |                                 |
| Moffat                   |       | Jean Moffat of that Ilk | Spero meliora                                 | Lowlands             |                                 |
| Moncreiff (en)           |       | The Hon. Peregrine D.E.M. Moncrieffe of that Ilk                                                                                     | Sur esperance                                 | Highlands            |                                 |
| Montgomery               |       | Archibald George Montgomerie, 18th Earl of Eglinton and 6th Earl of Winton                                                           | Gardes bien                                   | Lowlands             |                                 |
| Munro                    |       | Hector W. Munro of Foulis | Dread God                                     | Highlands            |                                 |
| Murray                   |       | John Murray, 11th Duke of Atholl | Tout prest                                    | Highlands            |                                 |
| Napier                   |       | The Rt. Hon. Lord Napier and Ettrick                                                                                                 | Sans tache                                    | Lowlands             |                                 |
| Nesbitt                  |       | Mark Nesbitt of that Ilk | I byd it                                      | Lowlands             |                                 |
| Nicolson                 |       | David Henry Arthur Nicolson of that Ilk, 4th Baron Carnock                                                                           | Generositate                                  | Highlands            |                                 |
| Ogilvy                   |       | David George Patrick Coke Ogilvy, 8th Earl of Airlie                                                                                 | A fin                                         | Highlands            |                                 |
| Oliphant                 |       | Richard Oliphant of that Ilk | Tout pourvoir                                 | Highlands            |                                 |
| Primrose                 |       | 7th Earl of Rosebery | Fide et fiducia                               | Lowlands             |                                 |
| Ramsay                   |       | James Hubert Ramsay, 17th Earl of Dalhousie                                                                                          | Ora et labora                                 | Lowlands             |                                 |
| Rattray                  |       | Lachlan Rattray of Rattray | Super sidera votum                            | Highlands            |                                 |
| Riddell                  |       | Sir John Riddell of that Ilk, Bt. | I hope to share                               | Lowlands             |                                 |
| Rollo                    |       | David Eric Howard Rollo, 14th Lord Rollo                                                                                             | La fortune passe partout                      | Lowlands             |                                 |
| Rose                     |       | Anna Elizabeth Guillemard Rose of Kilravock                                                                                          | Constant and true                             | Lowlands             |                                 |
| Ross (en)                |       | David Campbell Ross of Ross and Balnagowan                                                                                           | Spem successus alit                           | Highlands            |                                 |
| Rutherford               |       | | Nec Sorte Nec Fato                            | Borders et Lowlands  |                                 |
| Ruthven                  |       | Alexander Patrick Greysteil Ruthven, 2nd Earl of Gowrie                                                                              | Deid shav                                     | Lowlands             |                                 |
| Sandilands               |       | The Rt. Hon. the Lord Tophichen | Spero meliora                                 | Lowlands             |                                 |
| Scott                    |       | Walter Francis John Scott, 9th Duke of Buccleuch 11th Duke of Queensberry                                                            | Amo                                           | Highlands & Lowlands |                                 |
| Scrymgeour               |       | Alexander Henry Scrymgeour of Dundee, 12th Earl of Dundee                                                                            | Dissipate                                     | Highlands            |                                 |
| Sempill                  |       | James William Stuart Whitmore Sempill, 21st Lord Sempill                                                                             | Keep tryst                                    | Lowlands             |                                 |
| Shaw of Tordarroch       |       | John Shaw of Tordarroch | Fide et fortitude                             | Highlands            |                                 |
| Sinclair                 |       | Malcolm Ian Sinclair, 20th Earl of Caithness                                                                                         | Commit thy work to God                        | Highlands            |                                 |
| Skene                    |       | Danus Skene of Skene | Virtutis regia merces                         | Lowlands             |                                 |
| Spens                    |       | Patrick Spens, 4th Baron Spens | Si deus quis contra                           | Lowlands             |                                 |
| Stewart of Appin         |       | Andrew Francis Stewart of Lorn, Appin and Ardsheal, 17th Chief of Appin                                                              | Creagh an Scaraibh (ang.The Cormorant's Rock) | Highlands            |                                 |
| Stewart of Atholl        |       | Duke of Atholl | Furth fortune, and fill the fetters           | Highlands            |                                 |
| Stewart of Galloway      |       | Earl of Galloway | Viresci vulnere virtus                        | Lowlands             |                                 |
| Stirling                 |       | Francis John Stirling of Cader | Gang forward                                  | Lowlands             |                                 |
| Strange                  |       | Timothy Strange of Balcaskie | Dulce quod utile                              | Lowlands             |                                 |
| Struan                   |       | Gilbert Robertson of Struan | Virtutis gloria merces                        | Highlands            |                                 |
| Stuart of Bute           |       | The Most Hon. the Marquess of Bute                                                                                                   | Nobilis est ira leonis                        | Highlands            |                                 |
| Sutherland               |       | Elizabeth Millicent, Countess of Sutherland, 24th in line                                                                            | Sans peur                                     | Highlands            |                                 |
| Swinton                  |       | Rolfe William Swinton 36. of that Ilk                                                                                                | J'espere                                      | Lowlands             |                                 |
| Trotter                  |       | Alexander Trotter of Mortonhall | In promptu                                    | Lowlands             |                                 |
| Urquhart                 |       | Kenneth Trist Urquhart of Urquhart                                                                                                   | Meane weil speak weil and doe weil            | Highlands            |                                 |
| Wallace                  |       | Ian Francis Wallace of that Ilk | Pro libertate                                 | Lowlands             |                                 |
| Wedderburn               |       | Henry David Wedderburn of that Ilk, Lord Scrymgeour, Master of Dundee                                                                | Non degener                                   | Lowlands             |                                 |
| Weir                     |       | William Kenneth James Weir 3rd viscount Weir / Native Corporation Ltd / Sir Jonathan Le Corronc Clady sucessor of Weir of Blackwood. | Vero nihil veruis                             | Lowlands             |                                 |
| Wemyss                   |       | David Wemyss of that Ilk | Je pense                                      | Lowlands             |                                 |